# 郭店镇 (夏邑县)
郭店乡，是中华人民共和国河南省商丘市夏邑县下辖的一个乡镇级行政单位。

## 行政区划
郭店乡下辖以下地区：
杨集村、金庄村、郭店村、谢庄村、朱双庙村、柯针庙村、韩口村、韩寨村、关楼村、左庄村、支娄村、杨吕庙村、张草庙村、代营村、代集村、杨老家村、王刘庄村、洪庄村、朱何庄村、代楼村、何集村、孙破楼村、骆天庙村、赵河村、张厂村、杨庄村、孟集村和冉庙村。